# Relaciones, aros, bombas

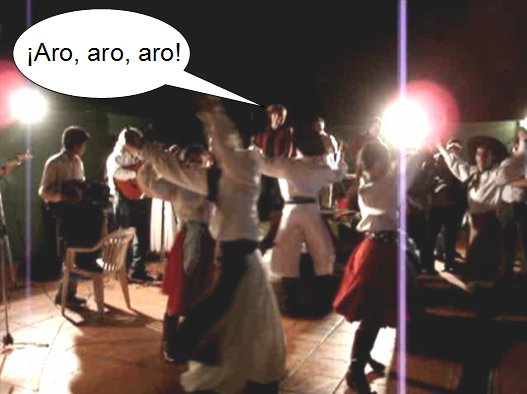
En Hispanoamérica es común interrumpir la danza y la música para decir una relación, un aro o una bomba, en forma de coplas, generalmente picarescas o humorísticas.

Relaciones, aros y bombas son términos similares que se utilizan en varios países de habla hispana para referirse a un tipo de copla recitada ante grupos, a veces improvisada, generalmente de contenido humorístico-picaresco y en otras ocasiones romántico. En su forma original, interrumpen danzas o canciones folclóricas, unas veces de forma pautada, como en el caso del gato con relaciones, otras veces al grito de "¡bomba!" o "¡aro-aro!", según el país. Más modernamente, aparecen desligadas de la danza y de la música, y constituyen un puro ejercicio de ingenio y humor grupal, expresado en forma de copla.
Algunas introducciones típicas en versos octosílabos, como "ayer pasé por tu casa", o "en la punta de aquel cerro", se repiten constantemente a lo largo de Hispanoamérica.
En términos generales puede decirse que estas coplas se denominan "relaciones" y "aros" en el Cono Sur, y "bombas" en el resto de los países hispanohablantes que las tienen en su folclore, salvo Perú, que carece de un término especial para denominarlas. 
Precisando la terminología que se utiliza en cada región:
- "Relaciones" y "aros": Argentina, Bolivia, Chile, Paraguay y Uruguay.
- "Bombas": Colombia, Costa Rica, Cuba, Ecuador, El Salvador, España, Guatemala, Honduras, México, Nicaragua y Venezuela.[3][4]

La "bomba", tal como aquí se trata, no debe ser confundida con el estilo musical portorriqueño llamado también bomba, similar a la rumba.

## Danzas con relaciones
El baile con relaciones es una costumbre en los países del Cono Sur del continente americano, desde las primeras décadas del siglo XIX. El escritor español Ciro Bayo, quien las estudió y recopiló en 1913, las definió como "un tiroteo de coplas que sueltan los bailadores", constatando en ese entonces, que "el baile argentino es suelto, casi siempre con relación".
Las danzas en las que se introdujeron las relaciones fueron el gato, el pericón y los aires, danzas populares que se desarrollaron a partir de la Independencia de España. De todas ellas es el gato con relaciones la modalidad más extendida. Fue la preferida del gaucho, aunque también estaba presente en los salones. 
El musicólogo argentino Carlos Vega dio a conocer testimonios que ya ubican al gato "con relaciones" en Argentina y Chile para 1832. En la segunda mitad del siglo XIX el chamamé también incorporó las relaciones humorísticas al baile.
Tanto en el gato, como en el pericón y los aires, las relaciones están pautadas en la coreografía de la danza. Las mismas se insertan dos veces, al momento del estribillo, antes de finalizar "la primera" y "la segunda". En ese momento, la danza se interrumpe y la música cesa, para que el hombre recite la primera relación, en forma de copla, tradicionalmente una cuarteta con rima del segundo y cuarto versos. Una vez que el hombre ha dicho su relación, la danza se reinicia para repetir el estribillo y volverse a interrumpir para dar paso a la relación de la mujer, similar en su forma a la de aquel. Las relaciones se repiten siguiendo el mismo esquema, en la segunda parte de la danza.
Este tipo de relaciones en forma de diálogo entre el hombre y la mujer, muy difundida en el folclore argentino, se llama relación de dos caras o cruzada. En algunos casos, la letra misma de la canción "avisa" el momento en que corresponde la relación, como el siguiente caso de un aire, citado por Carlos Vega:

...a los aires, aires, aires,
que conteste la mujer.

Las relaciones de dos caras en la danza son siempre cuartetas octosílabas, con rimas del segundo y cuarto verso. Suelen ser picarescas o humorísticas, y estar relacionadas con el cortejo implicado en la propia danza. Típicamente, las relaciones en danza, consisten en un verso de cortejo amable, por parte del hombre, y en el rechazo de ese cortejo con alguna burla, por parte de la mujer. En gran medida, las relaciones apelan al ingenio, la picardía y la improvisación de los bailarines. Un ejemplo de relaciones es el siguiente:

Varón:
Cuando pasé por tu casa
me di un fuerte tropezón,
y no fuiste pa decirme:
"Levantate, corazón".

Mujer:
Cuando te vide caer,
lo mismito que una piedra,
te dijo mi corazón:
"Levantate como puedas".

El grupo musical humorístico argentino Les Luthiers realizó una parodia sobre el gato con relaciones, llamada "El explicado", que termina con la siguiente estrofa:

Conocemos de hace rato
el gato con relaciones;
Gato nuevo es este gato,
gato con explicaciones.
Les Luthiers.

Una de las coplas de relación es "Aires". En la segunda mitad del siglo XIX el chamamé también incorporó las relaciones humorísticas al baile.

## Aro-aro
La cueca cuyana, el gato, la polca "pampeana" y la ranchera argentina tuvieron la característica de incorporar el "aro-aro" o "aro-aro-aro", aunque con características algo diferentes. Actualmente, en ambos casos se trata de un grito que interrumpe la danza o la música, y abre un momento para el recitado de coplas humorísticas o picarescas. Pero, mientras que en el caso de la chacarera, el "aro-aro" está referido exclusivamente al recitado de los versos, en el caso de la cueca, el sentido primigenio del "aro-aro" es abrir un momento de brindis.

Es tradicional en Cuyo que casi al terminar la Cueca, con el deseo de prolongar la danza, alguno de los circunstantes, con un vaso de vino en una mano, y poniendo la otra sobre la guitarra, detenga la música y baile a la voz de "aro, aro, aro". Esto ocurre cuando el entusiasmo de los espectadores los lleva a la exaltación, para regalarse nuevamente el espectáculo de una cueca bien bailada, y a la vez tomar un trago. Los "aros" pueden repetirse cuantas veces quieran, y la danza prolongarse a su conjuro. Este es el verdadero sentido folclórico del "aro".

Sin embargo, con el paso del tiempo, ambos estilos musicales han terminado incorporando las relaciones, aunque con la particularidad de no insertarla como una parte preestablecida de la coreografía de la danza, sino a partir del grito de "aro-aro" o "aro-aro-aro", realizado por cualquiera de los presentes, al finalizar "la primera".
El origen y significado originario de la expresión "aro" o "aro-aro" se encuentra discutido. Algunos investigadores sostienen que se trata de la palabra mapudungun "aro-aro", que quiere decir "con permiso".
Otros sostienen que se refiere a la palabra aymara "aro", que quiere decir "ley" o "mandamiento". Finalmente también se sostiene que se trata de un término de origen andaluz, al igual que la costumbre misma, proveniente de la expresión "echar por el aro", para referirse al acto de beber. Cualquiera sea su origen primigenio, con el tiempo el "aro-aro-aro" se ha vuelto tradicional, con el mismo sentido, en todo el Cono Sur, especialmente en las "peñas", reuniones de canto y danza folclórica.[cita requerida]
Al gritar "aro-aro" la danza o la canción debe detenerse para oír la copla que tiene para decir quien pegó el grito. En este caso, a diferencia de las danzas con relaciones, se dice una sola relación, siempre en forma de copla, aunque por razones humorísticas la rima y la métrica puedan aparecer rotas. A continuación, se reinicia la música y la danza de corresponder, salvo que otro de los presentes vuelva a gritar "aro-aro-aro".
Como se ha dicho más arriba, en su origen con la cueca, el grito de "aro-aro" y la interrupción de la música se realizaba para que los músicos y los presenten brindaran y bebieran. Por esa misma razón, era un momento adecuado para realizar chanzas y bromas que impidieran que el clima festivo decaiga, hasta que la música se reinicie. Con el paso del tiempo, en la chacarera, el grito adquirió un inequívoco sentido de interrumpir la música para recitar una relación. Sin embargo, la cueca ha mantenido el "aro-aro" como rito de beber y brindar.

(En la cueca cuyana) es costumbre que, poco después de iniciada la segunda parte, se interrumpa a los músicos y cantores diciendo: -"¡Aro, aro!"- para ofrecerles un trago, tan moderado como su ritmo. Tras los brindis, comienza nuevamente la segunda parte de la cueca. Si nadie grita el "aro", suelen los cantores reclamar: -"¡Esto ya parece cueca 'e gringo!".
Antonio Tarragó Ros.

En el mismo sentido el cantautor chileno Tito Fernández canta en su famosa canción "Me gusta el vino":

Me gusta el vino por eso, porque es vino
y porque está en el "aro" de la "cueca".

El "aro" es una relación mucho más humorística que las relaciones de dos caras que integran las danzas con relaciones. La razón de ello es que ya no están insertas en una danza de cortejo, sino en un momento festivo del baile o del canto. Un ejemplo boliviano de aro-aro tradicional es:

En la orilla'el Pilcomayo
suspiraba un pato rengo
y en el súspiro decía:
"Que ganas de pisar tengo".

Como en el ejemplo anterior, la estructura básica tradicional del "aro" es la cuarteta octosílaba, con rima de segundo y cuarto versos. Pero en la medida que fue acentuándose la función humorística del "aro", la estructura de la copla comenzó a ser afectada para satirizarla y aumentar así el efecto cómico. Aparecieron así "aros" con la métrica quebrada o las rimas frustradas, como las de los siguientes ejemplos:

Arriba de una gallina
suspiraba un gallo criollo
y en el súspiro decía:
listo el pollo.

Ayer pasé por tu casa,
me tiraste con un peine…
¡me vino al pelo!

En el medio de la angustia
suspiraba un ciudadano
y en el súspiro decía:
yo no me doy por vencido
y en la próxima soy mano.

Ayer pasé por tu casa,
me tiraste un portafolio.
¡Menos mal que no me dólio!

Los aros suelen recurrir a formas clásicas de relaciones, para estereotiparlas, generalmente con sentido cómico como:
- "Ayer pasé por tu casa, me tiraste..."
- "En la puerta de tu casa, hay plantado un..."
- "...suspiraba un...; y en el súspiro decía..." (generalmente acentuando "súspiro" como esdrújula).
- "En la punta de aquel cerro..."

Uno de los recursos humorísticos más utilizados por los aros es el absurdo, como el siguiente ejemplo:

En la punta de aquel cerro,
suspiraba un perro mudo,
y en el súspiro decía:
... Nada, porque era mudo.

Modernamente, los aros se fueron haciendo más humorísticos y menos ligados a las danzas y canciones que interrumpían, hasta convertirse en un género humorístico autónomo, una forma de humor grupal, caracterizado por una especie de chiste en verso, apoyado en el ingenio, la ironía y la improvisación. En Sudamérica los aros se han convertido en una disciplina humorística de amplio desarrollo entre los jóvenes, con incorporación de elementos modernos, a veces combinados anacrónicamente.
Algunos ejemplos son:

Ayer pasé por tu casa,
me tiraste con un celular.
Casi me Nokiá.

Ayer pase por tu casa,
me tiraste con un celular.
Casi me Nokiá,
pero me MOVI-CON rapidez
y tu celular CTIso pedazos.
Nota: Nokia, Movicom y CTI son marcas de teléfonos móviles o "celulares".

Ayer pasé por tu casa,
me tiraste con un balde de agua sucia.
Me corrí.
No contaban con mi astucia.
Nota: "No contaban con mi astucia" es una famosa frase del personaje de TV el Chapulín Colorado.

## Bombas
Las bombas se encuentran muy extendidas en Centroamérica y el sur de México, especialmente en Tabasco y Yucatán, donde son muy populares y constituyen una práctica folclórica tradicional destacada. También se presentan en Colombia, Ecuador, España y Venezuela. Yucatán, en particular, es famoso por sus bombas. Las mismas se encuentran asociadas a las vaquerías, fiesta popular por excelencia de la región, de origen colonial, integradas por una misa católica, una corrida de toros y el baile. Es en el baile, donde se interpretan las jaranas y las bombas yucatecas que las acompañan, una especie de diálogo de ingenio en copla entre la pareja de jaraneros, casi siempre con forma de cuarteta. Han sido definidas como "verdaderas guerras verbales entre el hombre y la mujer".

En las tradicionales fiestas que realizaban los ganaderos, ignoramos hace cuanto tiempo, en recuerdo de las clásicas verbenas españolas tuvieron lugar nuestras vaquerías en ocasión de la hierra de las reses y su acostumbrado recuento anual. Allí se bailaban las jaranas, una de las primeras variantes fue "el Torito". Las vaquerías son bullicio y diversión... Luego de un rato de baile, alguien grita "Bomba!". Se detiene la orquesta, el baile se interrumpe para que alguno de los actuantes exprese los agudos decires de las "bombas", cuartetas que pueden llegar a ser madrigalescas, descriptivas, satíricas, pero frecuentemente picarescas, donde aflora el innato sentido del humor del yucateco.

Las recopilaciones de bombas yucatecas son variadas. Originalmente toma la forma de un piropo del hombre a la mujer con quien baila, romántica o graciosa, pero nunca grosera. Con el paso del tiempo han ido adoptando formas y temáticas más variadas y más orientadas a la diversión colectiva. La siguiente es una muestra de una bomba típica yucateca:

Varón:
¡Bomba!
Eres tú, mi mesticita,
de mis amores, primera,
ahora vamos a bailar,
¡aunque no quiera mi suegra!
Mujer:
¡Bomba!
Sólo porque es la jarana
de mi lindo Yucatán,
acepto de buena gana:
¡salgo contigo a bailar!

José Manuel Pedrosa sostiene que la costumbre de recitar bombas en México, "procede, indudablemente,
de España", donde aunque tienen poco desarrollo en la cultura popular, ha logrado verificar su existencia al menos desde fines de siglo XIX. Pedrosa relata cómo los campesinos extremeños bailaban una danza llamada la geringosa. La coreografía de la danza exigía que los bailarines formaran dos filas, de tal modo que siempre una pareja debía pasar por el medio. En cierto momento, algún presente gritaba "bomba!" y la pareja que en ese momento se encontrara entre las filas, debía intercambiar bombas. Pedrosa transcribe también una valiosa referencia a las bombas en España, tomada del cuento Las plumas del ganso, de Publio Hurtado, publicado en 1900:

Después hubo un poquito de baile. Al terminar un fandango, gritaron muchos: “¡Bomba! ¡Bomba!”, y encarándose en mí el posma de Celedonio, dijo:

Aunque estás por tu hermosura
siendo el antojo de muchos,
si no te casas conmigo,
no te casas con ninguno.

El folclorista mexicano Raúl Hellmer, realiza el siguiente comentario sobre "El fandanguito", un antiguo son jarocho, centenario estilo folclórico de Veracruz:

Este son, derivado directamente del fandango español, conserva en común con los fandangos tabasqueños las "bombas", en forma de décimas anteriormente y ahora en coplas, dichas por el hombre a la mujer de su predilección y contestadas por ella casi siempre en tono despectivo, aunque al final tal vez corresponda con una "bomba" amorosa, llamada "el desenojo".

En su forma original, las bombas guardan muchas similitudes con las relaciones cruzadas de las danzas con relaciones sudamericanas, construidas en forma de diálogo de cortejo entre el hombre y la mujer que bailan, aunque más elaboradas, ya que incluye una bomba de "desenojo". En Yucatán, "las parejas bailan hasta que las interrumpe el grito de ¡bomba!; el baile se detiene y el anunciador indica a la persona que tiene que recitar una copla o verso".
De manera similar que los aros, que suelen anticiparse con el grito "aro-aro-aro", las bombas también se anticipan y cierran con el grito de "¡bomba!". Peculiarmente, en Costa Rica suelen terminar con otro grito, esta vez festivo, como "uyuyuy bajura (o mamita)".
En Centroamérica las bombas constituyen parte del folclore de todos los países y son muy populares. En general mantienen más estrictamente la forma original de cuarteta (excepcionalmente quintina), y está más orientado al contenido picaresco-romántico que en el Cono Sur, más volcada al absurdo y a la ironía. El tico Miguel Fajardo Korea señala que en Guanacaste, las bombas tienen su origen en la producción popular y espontánea de los sabaneros y campesinos relacionados con la producción ganadera.
La siguiente es una bomba típica costarricense:

El diablo son los hombres,
suelen decir las mujeres,
pero todas están deseando
que ese diablo se la lleve.
Uyuyuy mamita.

Una "bomba" de Honduras dice:

Varón
 Las piñas en el piñal 
 de maduras se pasan, 
 Así te pasará a vos 
 si tu mamá no te casa. 

Mujer
 Si mi mamá no me ha casado 
 es porque no me ha convenido, 
 Si no me caso con vos, 
 no es de tu cuenta metido.

Una bomba de El Salvador dice:

Bomba, bomba,
nariz de moronga;
andá donde el herrero
para que te la componga.

Una bomba de Guatemala dice:

Bomba, bomba,
¡Cachinflin y cuete!
Que para quererte a vos
No es menester alcahuete.
Nota: Cachinflin (loc.): fuegos artificiales.

En Venezuela, las bombas están asociadas al Baile de Santo Domingo, de tradición mestiza campesina, en Táchira, y a la danza del pato, llamada pato bombiao cuando es bailada con bombas, un derivado de aquella. La costumbre indica siempre la bomba a dos caras o cruzada, es decir, la que se forma mediante un diálogo coplero entre el hombre y la mujer. Al igual que en otras partes de América, en Venezuela las bombas se han ido haciendo más humorísticas y menos ligadas a las danzas de cortejo y a la música en general.

En el referido baile, originalmente de galanteo, los danzantes mandan a parar a los músicos con una señal, y en esa ocasión, lanzan versos de índole amorosa a la dama por ellos preferida. Posteriormente, la naturaleza de esos versos o coplas llamadas bombas se ha expandido, llevando a los verseadores, tanto hombres como mujeres, por caminos más lúdicos, humorísticos o de observación social.

Luis Felipe Ramón y Rivera, en su libro La poesía folklórica de Venezuela (1988), recoge el siguiente par de bombas correspondientes al pato bombiao venezolano:

Hombre:
Por ser la primera vez
que bailo el Pato Bombiao,
la boca de mi pareja
parece un plato quebrao.
Mujer:
Ese verso que me echaste
lo sacaste de un pantano;
y con otro que me echés,
tenés cara de marrano.

## La situación en Perú
En el Perú existe la costumbre de recitar una copla en la marinera norteña, al finalizar "la primera" y antes de iniciarse "la segunda"; sigue al clásico grito de "no hay primera sin segunda". Suele denominarse con el término genérico de "copla" o "cuarteta" y es recitada por el hombre.

## Conexiones
Existen algunas conexiones entre los aros sudamericanos y las bombas del resto del continente. Una de ellas es una copla en particular que se repite en todos los países de habla hispana, referida al limón, para construir una metáfora del rechazo amoroso y la pena que el mismo genera. Básicamente la figura habla de una mujer que en señal de rechazo le arroja al hombre un limón; la cáscara (o el limón mismo) cae al suelo, pero el ácido jugo penetra al corazón.
El español Ciro Bayo, registró en 1913 la relación en Argentina con la siguiente forma:

Ayer pasé por tu casa,
me tirastes un limón;
la cáscara cayó en el suelo,
el zumo en el corazón.

Ramón y Rivera registró la misma copla en Venezuela, ahora como bomba, del siguiente modo:

Allá arriba en aquel alto
me tiraron un limón;
el limón cayó en el suelo,
y el golpe en el corazón.

Lo mismo hizo Pedrosa en México con el siguiente texto:

De tu ventana a la mía,
me tirastes un limón;
el limón cayó en el suelo
y el zumo en mi corazón.

La misma copla con variaciones se encuentra también en Chile, en Costa Rica, El Salvador, el Perú, etc.
Otro verso que se reitera como apertura de aros y bombas a lo largo de América hispana es la que comienza con "en la punta de aquel cerro". Pedrosa ha detectado también la presencia de otra copla repetida en España, México y Cuba, que juega con la frase "Úrsula que estás haciendo".

## Aros y bombas en Internet
La característica interactiva de Internet ha resultado muy adecuada para el intercambio de aros y bombas, especialmente entre jóvenes. De este modo han aparecido gran cantidad de sitios web, foros, blogs, lugares de encuentro virtual hispanoamericanos, y hasta campeonatos, en los que los participantes van dejando sus aros y bombas, y festejándolos entre ellos, como si se tratara de una fiesta real.
La característica más importante de esta nueva modalidad del desarrollo de los aros y bombas es su carácter escrito, algo notable porque se trata de una práctica íntimamente relacionada con la cultura oral.[cita requerida]
Los aros y bombas escritos en los sitios de encuentro virtual tienden a acentuar el carácter humorístico de las coplas, así como permitir una mayor improvisación y libertad formal y temática en la creación de las mismas, con mayor uso de malas palabras. En algunos casos se han asimilado a la payada, utilizando sextinas octotasílabas. Los siguientes son ejemplo de un aro-aro y una bomba improvisados en foros: 

Del foro siempre leo
el subforo de Temas Varios,
para entender el de Sofware
busco siempre el diccionario.

Bomba!!
citlalyn ese es tu nombre?
si es asi, que raro es,
porque suena a medicina
pero no para los pies.
Bomba !!